# Papp Nikoletta
Papp Nikoletta, lánykori nevén Kiss Nikoletta (Budapest, 1996. július 23. –) Európa-bajnoki bronzérmes magyar válogatott kézilabdázó, jobbátlövő, jelenleg a román bajnokságban szereplő CS Minaur Baia Mare játékosa.

## Pályafutása

### Klubcsapatokban
Kiss Nikoletta Vecsésen, majd a Ferencvárosban játszott az ifjúsági játékosként, ezt követően került a Győri Audi ETO csapatához. A 2015-2016-os szezont kölcsönben a Mosonmagyaróvári KC csapatában töltötte. A klub a kiesés ellen játszott, Kiss azonban meghatározó tagjává vált és 40 tétmérkőzésen 132 gólt szerzett első élvonalbeli szezonjában. 2016 decemberében másfél évre kölcsönbe az Érdhez igazolt. Az Érddel a 2017-2018-as szezonban kupadöntőt játszott és vesztett a Győr ellen. 2018 nyarán lejárt a szerződése Győrben, így végleg az Érdhez került. 2020 nyarától a Siófok KC játékosa, miután kétéves szerződést írt alá a Balaton-parti együttessel. 2023 nyarán távozott a pénzügyi nehézségekkel küzdő Siófoktól, és a román élvonalba, az SCM Gloria Buzăuhoz igazolt. A Buzău 2025 januárjában csődbe ment, Papp pedig szabadon igazolható játékosként a szintén román élvonalbeli CS Minaur Baia Mare játékosa lett.

### A válogatottban
A magyar válogatott keretébe először 2016 februárjában hívták meg, de ekkor pályára még nem lépett. 2018-ban, egy Montenegró elleni felkészülési mérkőzésen lépett pályára először a nemzeti csapatban. Kim Rasmussen nevezte a 2018-as Európa-bajnokságra készülő bő keretbe, de a kontinenstornára nevezett keretbe már nem került be. Tagja volt a 2019-es világbajnokságra utazó 18 fős keretnek. A csoportmérkőzések alatt tartalékként nem lépett pályára, Rasmussen az Argentína és Franciaország elleni helyosztókra cserélte be a keretbe, Kovács Anna helyére. Tagja volt a 2021 nyarán megrendezett tokiói olimpián szereplő válogatottnak, és a 2024-es párizsi olimpián 6. helyezett magyar csapatnak. A decemberi Európa-bajnokságon a magyar válogatott 12 év után újból bronzérmet szerzett a kontinenstornán, amelynek ő is tagja volt.